# Otter Distribution
Otter Distribution este o companie distribuitoare de încălțăminte și îmbrăcăminte din România.
Este distribuitor pentru mărcile Otter , Epica, Ara, Gabor, Clarks, Aldo, Pass Collection, Karisma, Caribu, Le Coq Sportif, Pepe Jeans, Ipanema, Rider, Zaxy, Catargo si Grendha. Compania deține aproximativ 72 de magazine.
Cifra de afaceri:
- 2011: 16,5 milioane euro[2]
- 2008: 19 milioane euro[1]